# Ginnastica ai Giochi della XVI Olimpiade - Concorso a squadre maschile
La competizione del concorso a squadre maschile di Ginnastica artistica dei Giochi della XVI Olimpiade si è svolta al West Melbourne Stadium di Melbourne dal 3 al 7  dicembre 1956.

## Risultati
Sei atleti per squadra. I cinque migliori punteggi ottenuti degli atleti nelle singole prove contavano per la classifica finale.
| Pos.    | Nazione          | Atleta             | Punteggi (Liberi/Obbligatori) | Punteggi (Liberi/Obbligatori) | Punteggi (Liberi/Obbligatori) | Punteggi (Liberi/Obbligatori) | Punteggi (Liberi/Obbligatori) | Punteggi (Liberi/Obbligatori) | Punti Totali |
| Pos.    | Nazione          | Atleta             | C.Libero                      | Volteggio                     | Parallele                     | Sbarra                        | Anelli                        | Cavallo                       | Punti Totali |
| ------- | ---------------- | ------------------ | ----------------------------- | ----------------------------- | ----------------------------- | ----------------------------- | ----------------------------- | ----------------------------- | ------------ |
| Oro     | Unione Sovietica | Al'bert Azarjan    | 8,90 9,05                     | 9,15 9,40                     | 9,30 9,70                     | 9,40 9,55                     | 9,55 9,80                     | 9,25 9,50                     | 568,25       |
| Oro     | Unione Sovietica | Viktor Čukarin     | 9,55                          | 9,25 9,35                     | 9,55 9,65                     | 9,55 9,70                     | 9,40 9,60                     | 9,50 9,60                     | 568,25       |
| Oro     | Unione Sovietica | Valentin Muratov   | 9,60                          | 9,40 9,45                     | 9,30 9,40                     | 9,55 9,05                     | 9,60 9,55                     | 9,45 9,35                     | 568,25       |
| Oro     | Unione Sovietica | Boris Šachlin      | 8,95 9,30                     | 9,35                          | 9,30 9,55                     | 9,30 9,45                     | 9,35                          | 9,50 9,75                     | 568,25       |
| Oro     | Unione Sovietica | Pavel Stolbov      | 9,15 9,35                     | 9,10 9,25                     | 8,55 9,40                     | 9,55 9,70                     | 9,40                          | 9,40 9,50                     | 568,25       |
| Oro     | Unione Sovietica | Jurij Titov        | 9,50 9,45                     | 9,35 9,40                     | 9,40 9,45                     | 9,70                          | 9,40 9,45                     | 9,45 9,55                     | 568,25       |
| Oro     | Unione Sovietica | TOTALE             | 94,00                         | 93,45                         | 94,60                         | 95,85                         | 95,15                         | 95,20                         | 568,25       |
| Argento | Giappone         | Nobuyuki Aihara    | 9,50 9,60                     | 9,20 8,90                     | 9,35 9,55                     | 9,30 9,25                     | 9,55 9,50                     | 9,35 9,40                     | 566,40       |
| Argento | Giappone         | Akira Kono         | 9,40 9,10                     | 9,10 9,30                     | 9,40 9,30                     | 9,30 9,45                     | 9,40 9,30                     | 9,00 9,60                     | 566,40       |
| Argento | Giappone         | Masami Kubota      | 9,30 9,40                     | 9,25 9,05                     | 9,55 9,60                     | 9,20 9,40                     | 9,60 9,50                     | 9,35 9,30                     | 566,40       |
| Argento | Giappone         | Takashi Ono        | 9,40 9,35                     | 9,20 9,30                     | 9,60 9,50                     | 9,75 9,85                     | 9,50 9,55                     | 9,50 9,70                     | 566,40       |
| Argento | Giappone         | Masao Takemoto     | 9,00 9,50                     | 9,20 9,45                     | 9,40 9,70                     | 9,70 9,60                     | 9,60 9,50                     | 9,45                          | 566,40       |
| Argento | Giappone         | Shinsaku Tsukawaki | 9,30 9,40                     | 9,20 9,25                     | 9,45 9,40                     | 9,30 9,45                     | 9,50                          | 9,20 9,25                     | 566,40       |
| Argento | Giappone         | TOTALE             | 94,15                         | 92,40                         | 95,15                         | 95,10                         | 95,30                         | 94,30                         | 566,40       |
| Bronzo  | Finlandia        | Raimo Heinonen     | 8,60 9,15                     | 9,05                          | 9,20 9,45                     | 9,25 9,45                     | 7,85 8,90                     | 8,90 9,25                     | 555,95       |
| Bronzo  | Finlandia        | Onni Lappalainen   | 9,20 9,30                     | 9,00 9,25                     | 9,30 9,55                     | 9,00 9,25                     | 8,95 9,20                     | 9,05 9,40                     | 555,95       |
| Bronzo  | Finlandia        | Olavi Leimuvirta   | 8,95 9,20                     | 9,10 9,30                     | 9,20 9,65                     | 8,95 9,20                     | 8,75 8,40                     | 9,35 9,30                     | 555,95       |
| Bronzo  | Finlandia        | Berndt Lindfors    | 9,05 9,45                     | 8,80 9,10                     | 9,45                          | 9,20 9,45                     | 9,45 9,40                     | 9,45 9,35                     | 555,95       |
| Bronzo  | Finlandia        | Martti Mansikka    | 9,30 9,40                     | 9,20 9,35                     | 9,15 9,35                     | 8,90 9,10                     | 9,15 9,05                     | 9,30 9,35                     | 555,95       |
| Bronzo  | Finlandia        | Kalevi Suoniemi    | 9,35                          | 9,15 9,40                     | 9,25 9,55                     | 9,25 9,45                     | 9,30 9,50                     | 9,35 9,45                     | 555,95       |
| Bronzo  | Finlandia        | TOTALE             | 92,55                         | 91,90                         | 94,05                         | 92,45                         | 91,65                         | 93,35                         | 555,95       |
| 4       | Cecoslovacchia   | Jaroslav Bím       | 7,90 8,70                     | 9,00                          | 9,15 9,10                     | 9,05 9,30                     | 8,90 9,20                     | 9,35 9,60                     | 554,10       |
| 4       | Cecoslovacchia   | Ferdinand Daniš    | 9,40                          | 9,30 9,10                     | 9,40 9,30                     | 9,45 9,40                     | 9,45                          | 9,40 8,85                     | 554,10       |
| 4       | Cecoslovacchia   | Vladimír Kejř      | 9,10 9,30                     | 9,10 9,45                     | 9,15                          | 9,20 9,10                     | 9,30 9,20                     | 9,15 9,10                     | 554,10       |
| 4       | Cecoslovacchia   | Jaroslav Mikoška   | 9,10                          | 9,20                          | 9,35                          | 9,35 8,95                     | 8,75 8,90                     | 9,35 8,75                     | 554,10       |
| 4       | Cecoslovacchia   | Zdeněk Růžička     | 9,00 9,20                     | 9,10                          | 9,00 9,30                     | 9,45 9,35                     | 9,10 9,20                     | 9,15 8,70                     | 554,10       |
| 4       | Cecoslovacchia   | Josef Škvor        | 8,90 9,10                     | 9,20 9,25                     | 9,20 9,25                     | 9,20 9,50                     | 9,15 9,05                     | 9,45 9,60                     | 554,10       |
| 4       | Cecoslovacchia   | TOTALE             | 91,60                         | 92,00                         | 92,60                         | 93,30                         | 92,00                         | 92,60                         | 554,10       |
| 5       | Germania         | Helmut Bantz       | 9,35 9,40                     | 9,40 9,45                     | 9,45 9,35                     | 9,50 9,65                     | 9,25 9,35                     | 9,35 9,40                     | 552,45       |
| 5       | Germania         | Jakob Kiefer       | 8,85 9,15                     | 9,30                          | 9,20 8,45                     | 9,25 9,40                     | 8,35 8,15                     | 9,20 8,85                     | 552,45       |
| 5       | Germania         | Robert Klein       | 9,30 9,20                     | 9,30                          | 9,20 9,10                     | 9,25 9,20                     | 9,40 9,35                     | 8,95 9,05                     | 552,45       |
| 5       | Germania         | Hans Pfann         | 8,85 9,30                     | 9,05 9,25                     | 9,30 9,25                     | 8,55 9,20                     | 9,10                          | 9,25 8,95                     | 552,45       |
| 5       | Germania         | Theo Wied          | 9,20                          | 9,30 9,40                     | 9,15 9,20                     | 9,25 9,45                     | 9,05 8,75                     | 8,90 9,05                     | 552,45       |
| 5       | Germania         | Erich Wied         | 8,60 9,20                     | 9,20 9,30                     | 9,00 9,10                     | 8,65 9,50                     | 8,70 8,95                     | 8,60 8,70                     | 552,45       |
| 5       | Germania         | TOTALE             | 91,85                         | 93,25                         | 92,30                         | 93,10                         | 91,00                         | 90,95                         | 552,45       |
| 6       | Stati Uniti      | Dick Beckner       | 8,85 9,05                     | 8,85 9,20                     | 8,55 9,20                     | 9,10 9,35                     | 9,35 9,30                     | 8,70 8,80                     | 547,50       |
| 6       | Stati Uniti      | Jack Beckner       | 9,25                          | 9,25 9,35                     | 9,40 9,35                     | 9,40 9,60                     | 8,70 9,05                     | 9,30 9,10                     | 547,50       |
| 6       | Stati Uniti      | Abie Grossfeld     | 9,10 9,30                     | 8,85 9,10                     | 8,75 9,10                     | 9,35 9,40                     | 9,20 8,30                     | 8,65                          | 547,50       |
| 6       | Stati Uniti      | Charles Simms      | 8,55 8,70                     | 9,15 9,30                     | 9,10 9,30                     | 9,20 9,45                     | 8,70 8,80                     | 9,35 8,80                     | 547,50       |
| 6       | Stati Uniti      | Bill Tom           | 9,00 9,20                     | 9,10 9,25                     | 9,05 9,30                     | 8,80 9,05                     | 8,10 8,75                     | 8,60 9,15                     | 547,50       |
| 6       | Stati Uniti      | Armando Vega       | 9,20 9,40                     | 9,10 9,30                     | 8,10 9,50                     | 9,15 8,90                     | 9,05 9,40                     | 8,60 8,75                     | 547,50       |
| 6       | Stati Uniti      | TOTALE             | 91,60                         | 91,85                         | 91,50                         | 93,05                         | 90,30                         | 89,20                         | 547,50       |
| 7       | Australia        | Brian Blackburn    | 8,85 9,05                     | 9,00 8,95                     | 8,45 7,25                     | 8,20 5,00                     | 7,50 7,05                     | 5,00 7,10                     | 477,15       |
| 7       | Australia        | Graham Bond        | 7,65 8,00                     | 9,00 8,80                     | 8,15 8,35                     | 8,90 8,75                     | 7,00 7,85                     | 6,95 7,00                     | 477,15       |
| 7       | Australia        | David Gourlay      | 8,25 8,00                     | 9,00 9,05                     | 7,80 7,65                     | 8,10 7,90                     | 7,55 7,90                     | 7,50 7,20                     | 477,15       |
| 7       | Australia        | John Lees          | 7,25 7,50                     | 7,50 8,90                     | 8,00 8,15                     | 7,70 6,10                     | 7,95 8,45                     | 7,70 7,85                     | 477,15       |
| 7       | Australia        | Noel Punton        | 8,55 8,50                     | 9,05 8,85                     | 7,70 7,65                     | 4,50 4,00                     | 6,80 7,55                     | 5,50 7,10                     | 477,15       |
| 7       | Australia        | Bruce Sharp        | 8,80                          | 9,25 9,10                     | 8,20 8,30                     | 7,30 6,65                     | 8,10 7,85                     | 5,65 4,95                     | 477,15       |
| 7       | Australia        | TOTALE             | 84,45                         | 90,15                         | 80,70                         | 74,60                         | 77,70                         | 69,55                         | 477,15       |